# Torfou (Essonne)
Torfou település Franciaországban, Essonne megyében. Lakosainak száma 277 fő (2022. január 1.). Torfou Avrainville, Boissy-sous-Saint-Yon, Chamarande és Lardy községekkel határos.

## Népesség
A település népessége az elmúlt években az alábbi módon változott:
| Lakosok száma | 265  | 269  | 277  | 272  | 273  | 274  | 273  | 278  | 277  |
|               | 2013 | 2015 | 2016 | 2017 | 2018 | 2019 | 2020 | 2021 | 2022 |